# Кастельдидоне
Кастельдидоне (итал. Casteldidone) — коммуна в Италии, располагается в регионе Ломбардия, в провинции Кремона.
Население составляет 579 человек (2008 г.), плотность населения составляет 57 чел./км². Занимает площадь 10 км². Почтовый индекс — 26030. Телефонный код — 0375.
Покровителями коммуны почитаются святые Абдон и Сеннен.

## Демография
Динамика населения:

## Администрация коммуны
- Официальный сайт: http://www.comune.casteldidone.cr.it